# Les Sables-d’Olonne (tổng)
Tổngs Sables-d'Olonne là một tổng ở tỉnh Vendée trong vùng Pays de la Loire. 

## Các xã
Tổng Sables-d'Olonne bao gồm các xã sau:
- Les Sables-d'Olonne (thủ phủ): 15 532 người (1999)
- Château-d'Olonne: 12 908 người (1999)
- L'Île-d'Olonne: 2 476 người (2004)
- Olonne-sur-Mer: 10 060 người (1999)
- Sainte-Foy: 1 357 người (1999)
- Vairé: 1 002 người (1999)
- Site officiel du canton des Sables-d'Olonne Lưu trữ ngày 1 tháng 8 năm 2015 tại Wayback Machine